# Гунцовце
Гунцовце (словац. Huncovce) — село и одноимённая община в районе Кежмарок Прешовского края Словакии. В письменных источниках начинает упоминаться с 1257 года.

## География
Село расположено в западной части края, на правом берегу реки Попрад, при автодороге 66. Абсолютная высота — 642 метра над уровнем моря. Площадь муниципалитета составляет 13,26 км².

## Население
| Год:                | 1994 | 2004     | 2014     | 2024    |
| ------------------- | ---- | -------- | -------- | ------- |
| Количество человек: | 1939 | 2396     | 3014     | 3209    |
| Разница:            |      | +23,56 % | +25,79 % | +6,46 % |

По данным последней официальной переписи 2011 года, численность населения Гунцовце составляла 2940 человек.
Национальный состав населения (по данным переписи населения 2011 года):
| Национальность | Численность, человек |
| -------------- | -------------------- |
| словаки        | 2343                 |
| цыгане         | 137                  |
| чехи           | 5                    |
| русины         | 3                    |
| немцы          | 2                    |
| поляки         | 1                    |
| русские        | 1                    |
| другие         | 1                    |
| не указана     | 433                  |